# 明臨答夫
明臨答夫（めいりんとうふ、67年? - 179年）は、高句麗の次大王・新大王時代の官僚。椽那部の皁衣（そうい、高句麗官位のひとつ）として『三国史記』に現れ、165年10月、暴虐の次大王を弑逆した。新大王の2年（166年）、高句麗の初代国相に取り立てられ、沛者(はいしゃ、ペジャ)の爵位と内外の統帥権、梁貊部落（渾江の西部流域）の支配権とを与えられた。
172年、後漢の大兵による進撃を受けた際に、迎撃・籠城のいずれとするかという新大王の群臣への問いかけに対し、籠城と退却時の追撃を主張して新大王に受け容れられた。そして主張した通り、城を固守し、飢えて退却した漢兵を追撃して坐原で殲滅させた。この功により、坐原・質山を食邑として賜った。
179年9月、113歳で死去した。このとき新大王は明臨答夫の死を悼んで自ら出向いて嘆き悲しみ、7日間政務を執らなかった。礼をもって質山に葬られ、墓守として20戸が置かれた。